# Christoph Buchheim
Christoph Karl Buchheim (* 18. April 1954 in München; † 28. Dezember 2009 in Heidelberg) war ein deutscher Wirtschaftshistoriker.

## Leben
Als Sohn des Universitätsprofessors Hans Buchheim und seiner Ehefrau Bernhild Weinheimer besuchte er von 1960 bis 1964 die Simmern-Schule in München. Danach kam er bis 1967 auf das Münchner Maximilians-Gymnasium. Nach dem Umzug der Familie nach Mainz absolvierte er das Rabanus-Maurus-Gymnasium und erlangte das Abitur.
In den Jahren von 1973 bis zum Frühjahr 1978 studierte er an der Universität München die Fächer Neuere Geschichte, Sinologie und Volkswirtschaftslehre. Das Diplom im Fach Volkswirtschaftslehre bestand er 1978 in München. Danach ging er bis 1979 an die Universität Oxford zu einem Graduiertenstudium. Im Jahre 1982 erlangte er die Promotion zum Dr. rer. pol. in München mit dem Thema Deutsche Gewerbeexporte nach England in der zweiten Hälfte des 19. Jahrhunderts. Referent war Knut Borchardt, Korreferent Wolfgang Zorn.
Von 1979 bis 1985 arbeitete er als Assistent beim Seminar für Wirtschaftsgeschichte in München an der Universität.
In den Jahren von 1985 bis 1989 betätigte er sich am Institut für Zeitgeschichte als wissenschaftlicher Mitarbeiter. An der Universität München erlangte er 1989 mit dem Thema Die Wiedereingliederung Westdeutschlands in die Weltwirtschaft 1945–1958 die Habilitation.
Von 1990 bis 1991 nahm er die Vertretung eines Lehrstuhls für Wirtschafts- und Sozialgeschichte im Saarland wahr. Zum Ordinarius für Wirtschafts- und Sozialgeschichte wurde er an die Universität Mannheim im Jahre 1991 berufen. Das Amt eines Dekans der Fakultät für Volkswirtschaftslehre führte er in Mannheim von 2001 bis 2003. Von 2001 bis 2006 gehörte er dem Senat der Universität Mannheim an. Im Jahre 2005 wurde ihm ein Lehrauftrag an der Wissenschaftlichen Hochschule für Unternehmensführung Koblenz-Vallendar übertragen. Im Kollegjahr 2006/2007 war er Forschungsstipendiat am Historischen Kolleg in München.

## Mitgliedschaften und Funktionen
- Mitglied im erweiterten Vorstand des Historikerverbandes (1996–2002)
- Vorsitzender des Wirtschaftshistorischen Ausschusses und Mitglied des Erweiterten Vorstands des Vereins für Socialpolitik (2002–2006)
- Mitglied in der Deutsch-Tschechischen und Deutsch-Slowakischen Historikerkommission
- Beirat des Landesmuseums für Technik und Arbeit, Mannheim, sowie des Instituts für bankhistorische Forschung
- Seit 2001 war er Mitherausgeber der Vierteljahrschrift für Sozial- und Wirtschaftsgeschichte

## Rezeption
Buchheim publizierte neben vielen anderen Untersuchungen eine weithin rezipierte Geschichte der industriellen Revolutionen in Großbritannien, Europa und Übersee. Aus seinem Mannheimer Forschungsprojekt zur „Wirtschaftsgeschichte des Dritten Reiches“ gingen ein Sammelband und vier Monographien hervor.

## Publikationen (Auswahl)
- Zur Kontroverse über den Stellenwert der Währungsreform für die Wachstumsdynamik in der Bundesrepublik Deutschland. In: Peter Hampe (Hrsg.): Währungsreform und soziale Marktwirtschaft. Rückblicke und Ausblicke (= Akademiebeiträge zur politischen Bildung. 23). Olzog, München 1989, ISBN 3-7892-8440-8, S. 86–100.
- Die Wiedereingliederung Westdeutschlands in die Weltwirtschaft. 1945–1958 (= Quellen und Darstellungen zur Zeitgeschichte. 31). Oldenbourg, Oldenbourg, München 1990, ISBN 3-486-55801-3.
- Finanzpolitische Förderung des Wachstums in der Bundesrepublik nach 1948/49. Lehren für Ostdeutschland heute. Universität Mannheim, Mannheim 1994.
- Industrielle Revolutionen. Langfristige Wirtschaftsentwicklung in Großbritannien, Europa und in Übersee (= dtv. 4622). Deutscher Taschenbuch-Verlag, München 1994, ISBN 3-423-04622-8.
- als Herausgeber mit Michael Hutter, Harold James: Zerrissene Zwischenkriegszeit. Wirtschaftshistorische Beiträge. Knut Borchardt zum 65. Geburtstag. Nomos, Baden-Baden 1994, ISBN 3-7890-3367-7.
- als Herausgeber: Wirtschaftliche Folgelasten des Krieges in der SBZ/DDR. Nomos, Baden-Baden 1995, ISBN 3-7890-3693-5.
- Einführung in die Wirtschaftsgeschichte. Beck, München 1997, ISBN 3-406-41901-1.
- als Herausgeber mit Redvers Garside: After the Slump. Industry and Politics in 1930s Britain and Germany. Lang, Frankfurt am Main u. a. 2000, ISBN 3-631-34912-2.
- Das Zusammenspiel von Wirtschaft, Bevölkerung und Wohlstand aus historischer Sicht (= MEA Discussion Papers. 40, ZDB-ID 2088956-2). Mannheim Research Institute for the Economics of Aging, Mannheim 2003 (Digitalisat).
- mit Edita Ivaničková, Kristina Kaiserová, Volker Zimmermann: Die Tschechoslowakei und die beiden deutschen Staaten (= Veröffentlichungen der Deutsch-Tschechischen und Deutsch-Slowakischen Historikerkommission. 10 = Veröffentlichungen zur Kultur und Geschichte im östlichen Europa. 36). Klartext, Essen 2010, ISBN 978-3-8375-0452-1.
- als Herausgeber mit Marcel Boldorf: Europäische Volkswirtschaften unter deutscher Hegemonie. 1938–1945 (= Schriften des Historischen Kollegs. Kolloquien. 77). Oldenbourg, München 2012, ISBN 978-3-486-70950-6 (Digitalisat).